# 鲍陶伊·舒加尔·考廷考
鲍陶伊·舒加尔·考廷考（匈牙利語：Battai Sugár Katinka，2003年4月17日—）生于德布勒森，是一名匈牙利女子击剑运动员，主攻佩剑。她童年时最初曾练习游泳，然而经过四年的练习，她对游泳产生厌倦心理，并于2012年在祖母的建议下加入一家击剑俱乐部，开始练习击剑。她在青年时期表现突出，获得多项比赛冠军，2019年便以16岁的年龄加入成年国家队。2022年1月，她成为德布勒森EAC俱乐部重组的击剑部门的创始成员。